# Airbeletrinin natečaj za kratko zgodbo
AirBeletrinin natečaj za kratko zgodbo razpisuje spletni portal AirBeletrina od leta 2010 naprej (z izjemo leta 2012, ko natečaj ni bil razpisan). Leta 2010 je bil razpis v sodelovanju z revijo Sodobnost, leta 2011 v sodelovanju s časopisom Delo. Natečaj finančno omogoča Javna agencija za knjigo.

## Pravila sodelovanja
Na natečaju lahko sodeluje vsak avtor z eno izvirno zgodbo, ki še ni bila objavljena. Dolžina zgodb ne sme presegati 11.000 znakov brez presledkov. Zgodbe morajo biti podpisane le s šifro in oddane v treh izvodih.

## Žirija
Žirija ima pravico izbrati več zgodb za honorarno objavo. V primeru, da žirije ne prepriča nobena zgodba, se nagrada ne podeli. 

### Člani
Vrsto let so žirijo sestavljali Aljoša Harlamov (predsednik), Manca G. Renko, Katja Perat in Matjaž Juren - Zaza. V primeru neodločenega izida se je štiričlanski žiriji pridruži še peti član. Žirija je med prispelimi zgodbami izbrala pet finalistov in utemeljila odločitev. Finalisti so se na zaključnem večeru predstavili, žirija pa je izbrala zmagovalca. Poleg izbire žirije je potekalo tudi interno glasovanje AirBeletrininega bralstva. 
Leta 2019 so žirijo sestavljali Urban Vovk, Gabriela Babnik in Valentina Plahuta Simčič. Leta 2020 je natečaj prvič v celoti potekal preko spleta, žirijo pa so sestavljali Gabriela Babnik, Veronika Šoster in Urban Vovk. Leta 2023 so bili člani žirije Ajda Bračič, Davorin Lenko in Jan Krmelj. 

## Nagrada
Glavna nagrada je 300 evrov in objava kratke zgodbe na spletnem portalu AirBeletrina. Vsi finalisti prejmejo knjižne nagrade.

## Nagrajenci
- 2010: Mirana Likar Bajželj, Nadin prt (Dokument v zbirki Digitalne knjižnice Slovenije.)
- 2011: Matjaž Brulc, Liverpool
- 2012 natečaj ni bil razpisan
- 2013: Nika Jurman, »short story bro«[1]
- 2014: Ana Schnabl, MDMA[2]
- 2015: Samo Petančič, Polni krog[3]
- 2017: Nina Kremžar, Jutranja kava[4]
- 2018: Lucija Klauž, Družinski izlet[5]
- 2019: Franci Novak, Obvoz[6]
- 2020: Tatjana Plevnik, Vaja v zgoščevanju[7]
- 2021: Kaja Mohorič, Pasji svet skozi mačje oči[8]
- 2022: Adriana Vučković, Sam da se diha[9]
- 2023: Veronika Razpotnik, Patrimoni mundial[10]